# (62) Erato
(62) Erato – planetoida z grupy pasa głównego planetoid.

## Odkrycie
Została odkryta 14 września 1860 roku w berlińskim obserwatorium przez Otto Lessera i Wilhelma Foerstera. Nazwa planetoidy pochodzi od Erato, która była muzą poezji miłosnej i pieśni weselnych w mitologii greckiej.

## Orbita
(62) Erato okrąża Słońce w ciągu 5 lat i 194 dni w średniej odległości 3,13 j.a. Należy do planetoid z rodziny Themis.